# Hochstift Münster
Das Hochstift Münster, synonym mit Fürstbistum oder zeitgenössisch Stift, war ein Ständestaat und Geistliches Territorium des Heiligen Römischen Reiches Deutscher Nation im nordwestlichen Westfalen, das sich im Hochmittelalter herausbildete und bis zur Neuzeit 1802/03 bestand. Es war der weltliche Herrschaftsbereich der Fürstbischöfe von Münster. Im Gegensatz dazu steht der größere Bereich der kirchlichen Diözese, der geistliche Seelsorgebereich des Bistums Münster. Seit dem Jahr 1500 war das Stift Teil des Niederrheinisch-Westfälischen Reichskreises.

## Der Ursprung
Schon im 12. Jahrhundert wurde der Bischof von Münster mit Teilen des ehemaligen Herzogtums Sachsen belehnt. Bischof Hermann II. erhielt die Rechte über ein Gebiet, das damals größer war als seine kirchliche Diözese. Den Kern des sich im Hochmittelalter herausbildenden Territoriums bildete das Oberstift Münster. Es erstreckte sich in seiner Blütezeit von Warendorf, der Lippe und der heutigen niederländischen Grenze rund um die Stadt Münster. Ein schmaler Korridor über Rheine führte zwischen den Grafschaften Lingen und Bentheim nach Norden, daran schloss das Niederstift Münster an, ein fast gleich großes Territorium zwischen der niederländischen Grenze, Papenburg, Cloppenburg und Damme. Enklaven im Oberstift waren die Grafschaft Steinfurt und die Herrschaft Gemen. Die Herrschaft Anholt war Nachbar im äußersten Westen. Seit dem 16. Jahrhundert gehörte das Hochstift Münster zum Niederrheinisch-Westfälischen Reichskreis.

## Territoriale Entwicklung
- 1252: Erwerb der Ravensberger Herrschaft (Emsland/Vechta)
- 1269: Ankauf der Grafschaft Horstmar
- 1316: Fünf Kirchspiele aus der Nähe von Groningen begeben sich unter den Schutz des Bischofs
- 1310–1369: Arrondierung des Herrschaftsgebietes. Ankauf der Lehnsherrschaft Lohn.
- Um 1400: Eroberung der Festen Cloppenburg und Friesoythe im Krieg gegen Tecklenburg.
- 1400: Gewinnung des Amtes Bevergern und des Pfandbesitzes von Ahaus
- 1708: Erwerb der Herrschaft Werth
- 1803: Auflösung des Hochstifts im Reichsdeputationshauptschluss

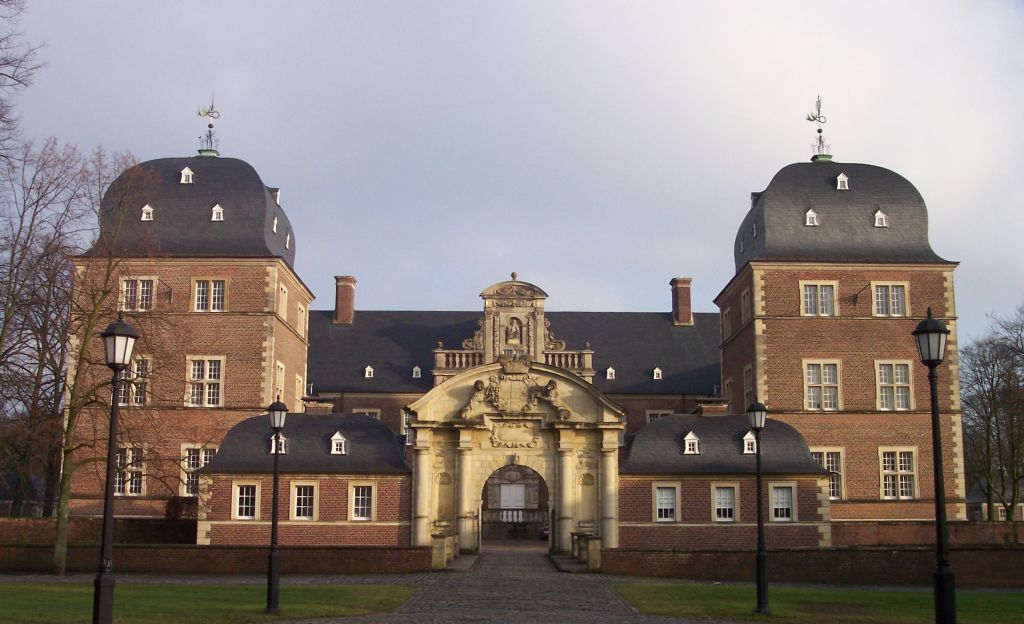
Residenzschloss Ahaus
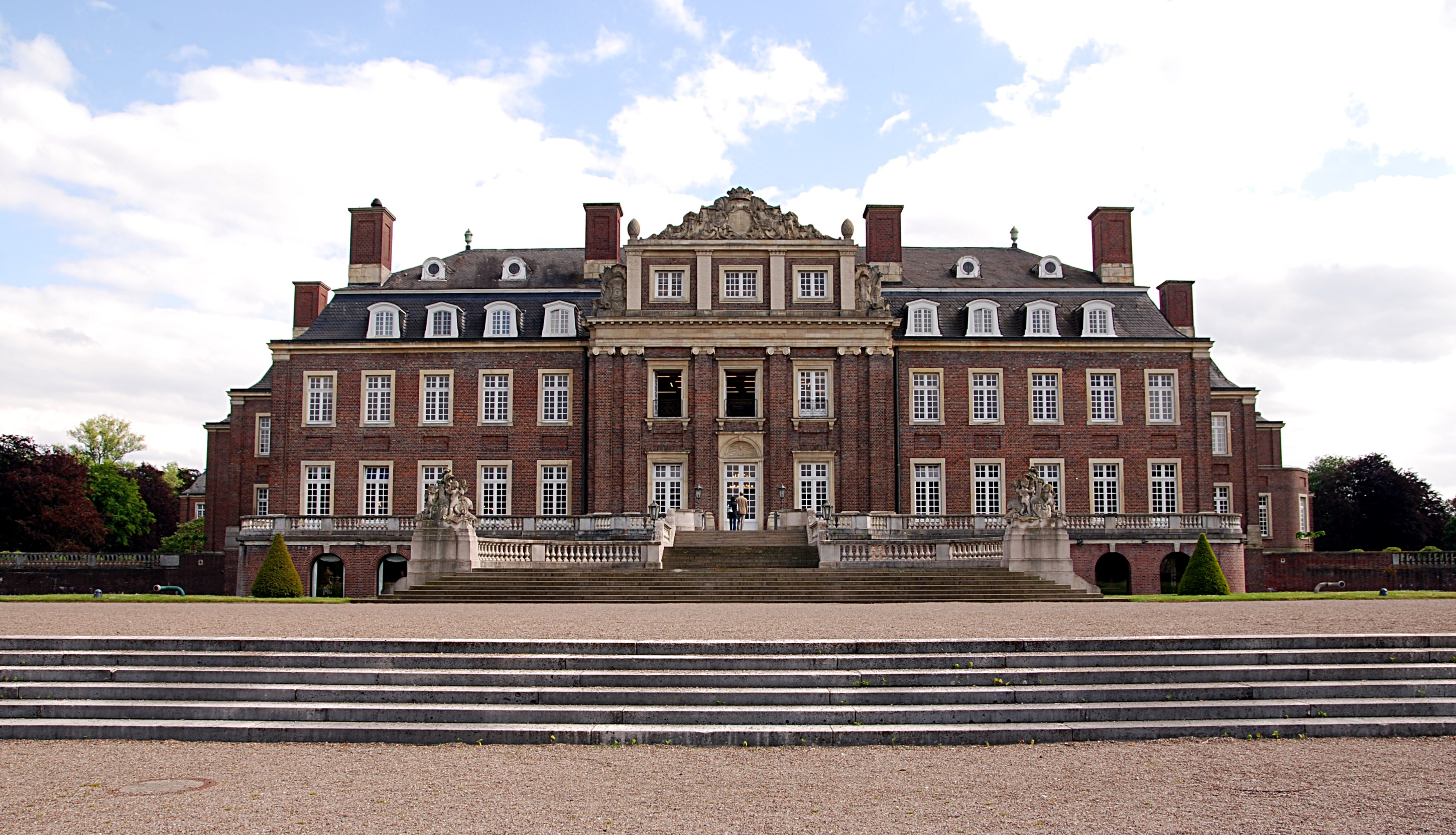
Residenzschloss Nordkirchen
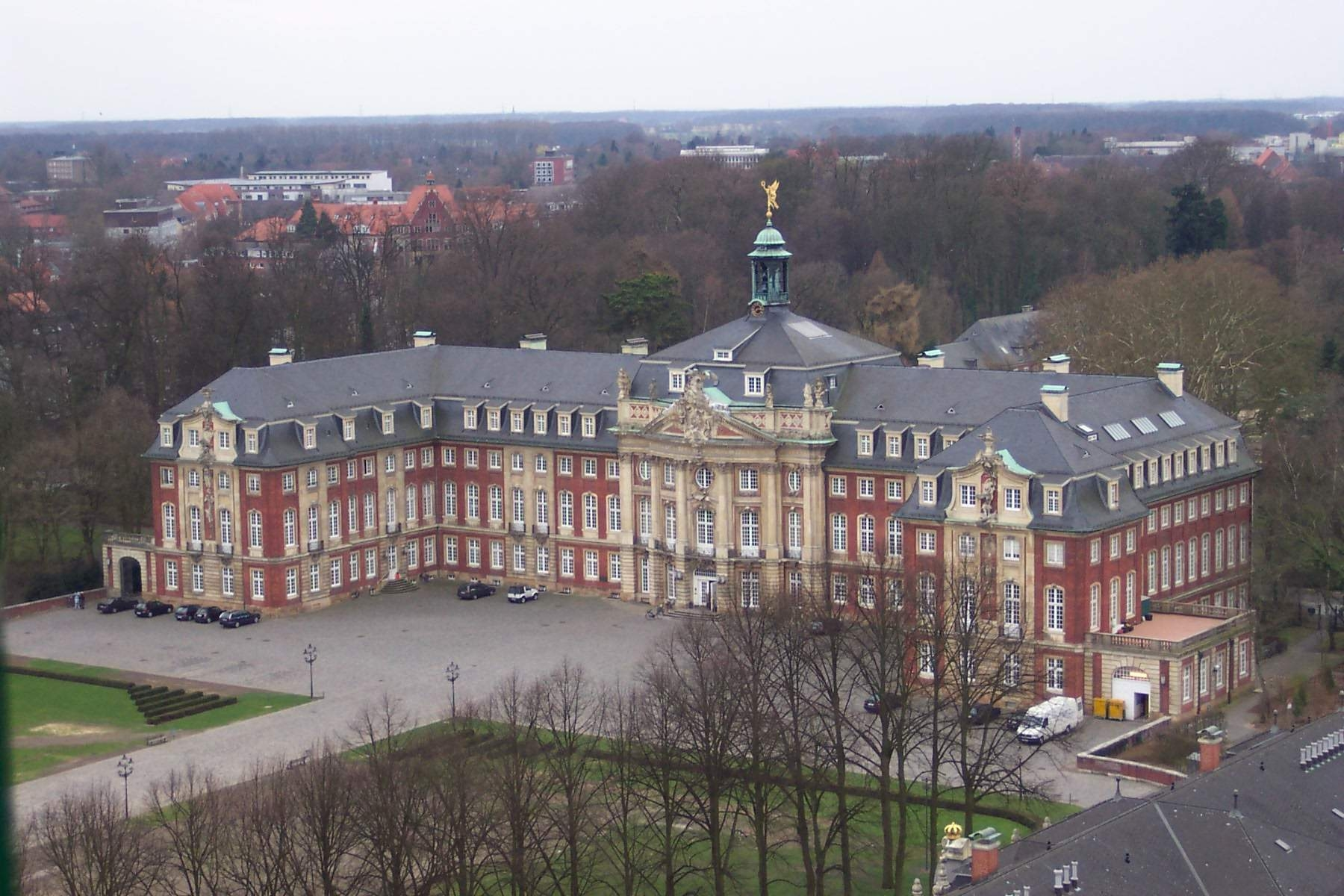
Residenzschloss Münster
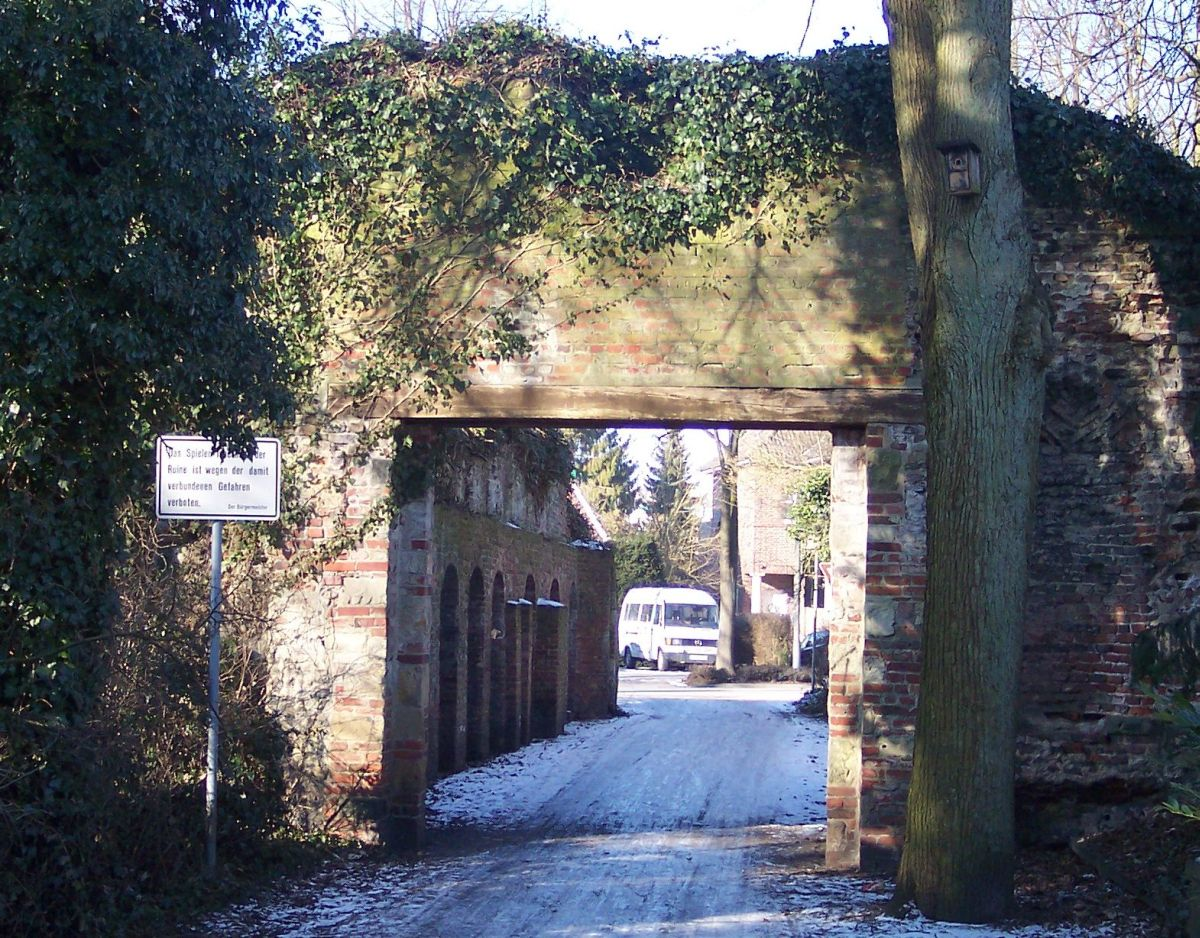
Ludgerusburg, Residenz Coesfeld
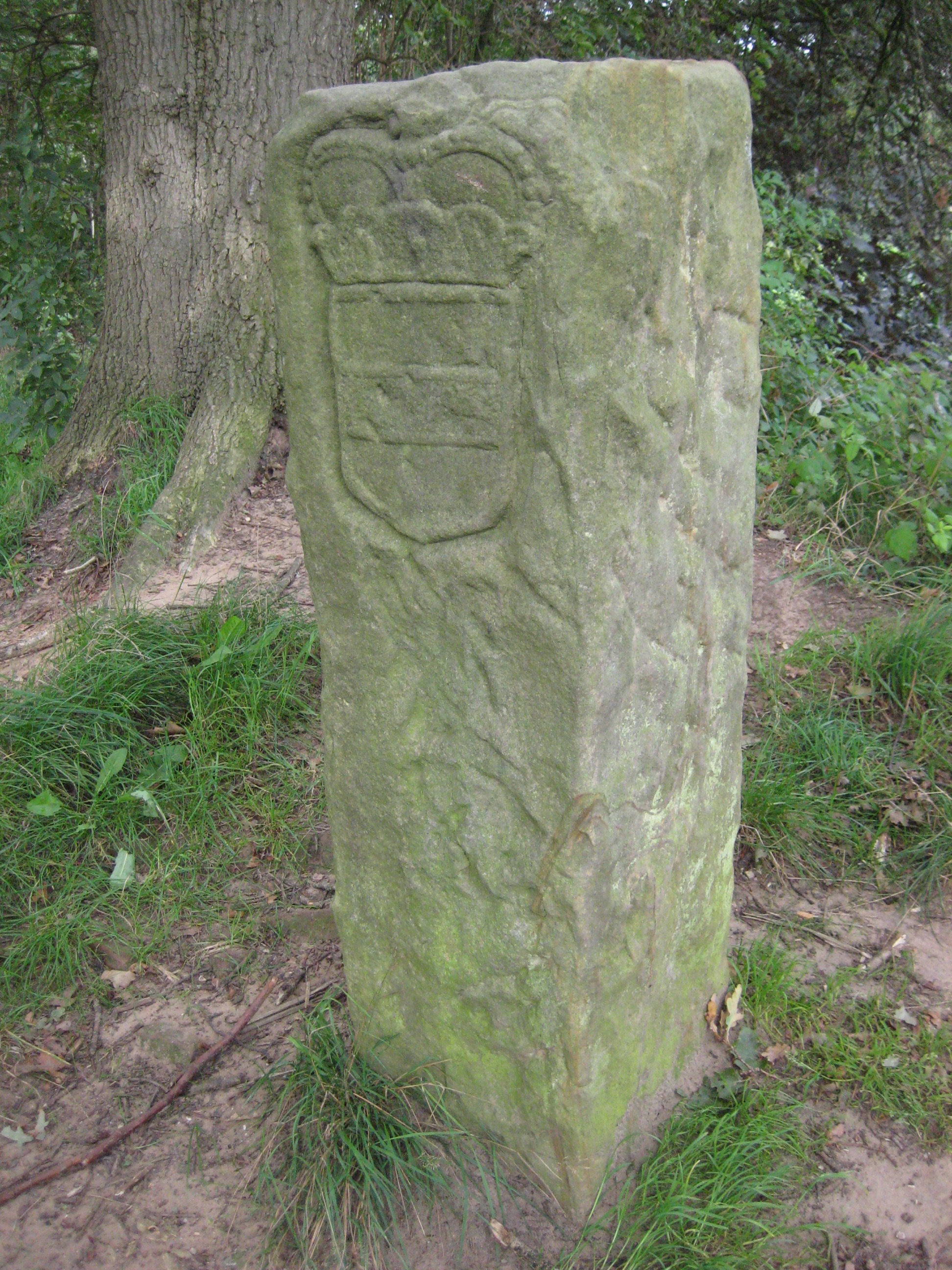
Grenzstein von 1766 mit dem Wappen des Hochstifts Münster

## Politische Entwicklung
„Westfalen zersplitterte seine Kräfte in lokalen Rivalitäten. Für Jahrhunderte lag es im Windschatten des Reiches.“

Da Münster das größte geistliche Territorium des Heiligen Römischen Reiches war, übernahm es eine Führungsrolle bei den westfälischen Bistümern. Immer wieder kam es zu Rivalitäten mit dem Erzbischof von Köln. Ein weiterer Rivale war der Graf von Tecklenburg, mit dem der Bischof von Münster häufig in Fehde lag. Aber auch mit dem Adel des Hochstifts, dessen Macht erst Bischof Ludwig II. von Hessen im 14. Jahrhundert brach, gab es ständig Reibereien. In der Stadt Münster selbst verlor der Bischof im Laufe der Geschichte zunehmend Macht an die durch adelige Erbmännerfamilien regierte Bürgerschaft, ehe er aus den Wirren der Reformation gestärkt hervorging. 
Nach dem Dreißigjährigen Krieg hatte der wegen seiner kriegerischen Auseinandersetzungen bekannte Bischof Christoph Bernhard von Galen 1651 aus der kaiserlichen Armee des Dreißigjährigen Kriegs in Westfalen für sein Gebiet 1500 Soldaten rekrutiert, die er 1654 zu einer Streitmacht von 3000 Mann aufstockte, um sich gegen die protestantischen Nachbarn zu behaupten. Ihm gelang die Unterwerfung der Stadt Münster. Unter Bischof Friedrich Christian von Plettenberg gliederte sich die Münstersche Armee in sieben Infanterie- und zwei Kavallerieregimenter sowie eine kleine Artillerietruppe.
Im  weiteren Verlauf des 18. Jahrhunderts stand das Hochstift Münster in Personalunion mit dem Erzstift Köln, zeitweise außerdem mit weiteren norddeutschen geistlichen Territorien. Die Bischöfe waren in dieser Zeit nur selten in Münster, und um die kirchlichen Angelegenheiten kümmerte sich ein Generalvikar.
Eckdaten
- 14. Jahrhundert: Einführung einer Amtsverfassung im Hochstift
- 1451 kam es zur Münsterischen Stiftsfehde, einem Schisma. Ein Bischof war vom Domkapitel Münster, der andere auf Wunsch der Bürger von Münster gewählt worden. Erst als der Kandidat des Domkapitels starb, konnte Papst Kalixt III. eingreifen und Johann von Pfalz-Simmern einsetzen.
- 1532: Bischof Franz von Waldeck versuchte vergeblich, im Hochstift die Reformation einzuführen und es in ein Erbfürstentum umzuwandeln.
- 1534 bis 1535: Täuferreich in Münster. Der Bischof und alle Katholiken und Lutheraner mussten die Stadt verlassen. 1535 wurde die Reichsexekution gegen die Stadt Münster beschlossen. Bis 1553 verlor sie ihre Selbständigkeit, gewann sie aber danach wieder zurück.
- 1629: Die letzten Städte des Münsterlandes wurden wieder katholisch.
- 1648: Westfälischer Friede: Friedensschluss von Münster und Osnabrück
- 1657 bis 1669: Münster versuchte vergeblich, sich vom Bischof zu lösen.
- 1665 bis 1679: Eintritt in den Holländischen Krieg.
- 1757 bis 1763: Teilnahme am Siebenjährigen Krieg gegen Preußen.
- 1764: Schleifung der münsterschen Befestigungsanlagen, Bau des Schlosses (ab 1767).
- 1802: Besetzung des Hochstifts durch preußische Truppen.[3]

## Kulturelle Entwicklung
- Reliquienschrein der heiligen Prudentia (1230), wertvollster Reliquienschrein Westfalens in der Propsteikirche St. Stephanus zu Beckum
- Freckenhorster Taufstein (um 1269), bedeutendster Taufstein des 12. Jhd. in Deutschland
- Lüner Madonna (1290/99) ältestes erhaltenes Gnadenbild des Bistums Münster
- St.-Paulus-Dom zu Münster
- Meister von Schöppingen
- Meister von Liesborn
- Hermann tom Ring (1521–1596)
- Everwin von Droste zu Hülshoff (um 1540–1604)
- Johann Conrad Schlaun (1695–1773), Baumeister, unter anderem der Clemenskirche, des Erbdrostenhofes und des Fürstbischöflichen Schlosses (alles Münster), verbindet Klassizismus mit fränkischem Barock.
- Anton Matthias Sprickmann (1749–1833), Schriftsteller und Jurist.
- 1773: Entscheidung zur Gründung der Universität Münster (Gründung 1780)
- Maximilian Friedrich von Droste zu Hülshoff (1764–1840), Komponist
- Um 1770: Amalie von Gallitzin (1748–1806) etablierte ihren Münsterschen Kreis, ein Salon der katholischen Aufklärung
- 1797–1848: Annette von Droste-Hülshoff, Dichterin

## Religiöse Entwicklung
Im 8. Jahrhundert wurde Westfalen unter Karl dem Großen missioniert (Sachsenmission). Erster Bischof von Münster war Liudger I. (805). Keimzellen der Diözese sind die Klöster Nottuln, Liesborn, Freckenhorst, Vreden sowie das Kloster Werden.

## Das Ende
Nach dem Tode des letzten Fürstbischofs im Jahre 1801 wurde die Stadt ein Jahr später durch den preußischen General Gebhard Leberecht von Blücher besetzt. Diese Maßnahme wurde erst 1803 durch den Reichsdeputationshauptschluss legitimiert, bevor im Jahre 1806 Truppen Napoleons die Stadt einnahmen und besetzten. Die im Westen gelegenen Ämter Bocholt und Ahaus wurden den Fürstenhäusern Salm-Salm und Salm-Kyrburg zugewiesen, die mit gemeinsamem Regierungssitz in Bocholt das gemeinsame Fürstentum Salm errichteten. Das Amt Dülmen wurde zur kurzlebigen Grafschaft Dülmen. Unter Napoleon geriet das Gebiet des Hochstifts zunächst teilweise, schließlich ganz an das Kaiserreich Frankreich. Durch den Wiener Kongress kam das Gebiet des Oberstifts 1815 endgültig an Preußen, das Niederstift an Hannover und Oldenburg.